# فاغيز غاليولين
فاغيز غاليولين (10 أكتوبر 1987 في أوزبكستان - ) (بالتتارية: Вәгыйзь Искәндәр улы Гәлиулин)‏ هو لاعب كرة قدم أوزبكستاني وروسي (وحمل سابقاً جنسية الاتحاد السوفيتي) في مركز الوسط. شارك مع منتخب أوزبكستان لكرة القدم. أما مع النوادي، فقد لعب مع روبين كازان وسيبير نوفوسيبيريسك ونادي أوفا وتراكتور طشقند ‏ وFC Bukhara ‏ ونادي أنديجان ونادي توسنو وFC Neftekhimik Nizhnekamsk ‏.

## وصلات خارجية
- فاغيز غاليولين على موقع الاتحاد الأوربي (الإنجليزية)
- فاغيز غاليولين على موقع قاعدة بيانات كرة القدم.إي يو (الإنجليزية)
- فاغيز غاليولين على موقع ناشيونال فوتبول تيمز (الإنجليزية)
- فاغيز غاليولين على موقع Soccerway.com (الإنجليزية)
- فاغيز غاليولين على موقع AS.com (الإسبانية)